# Pascha (Köln)

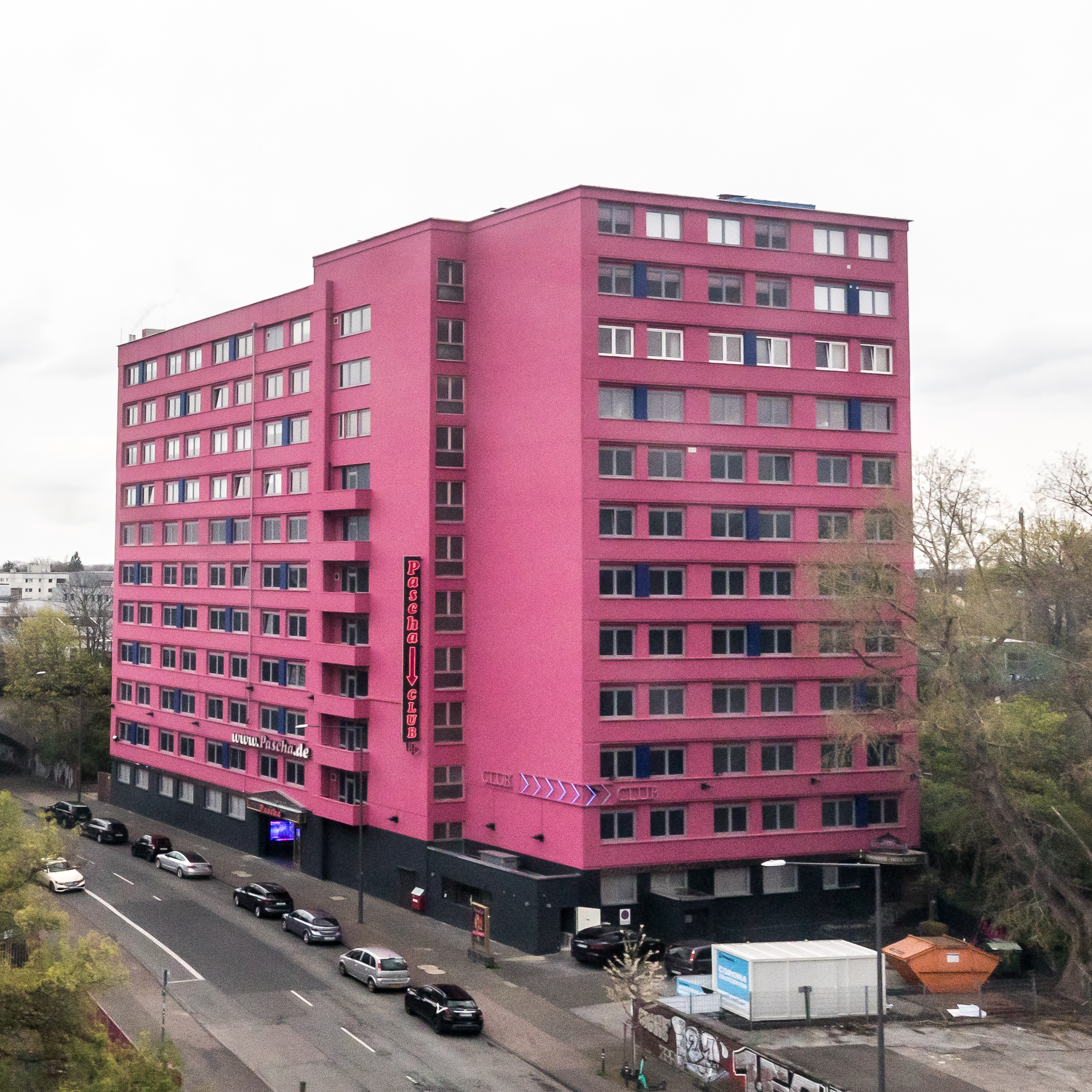
Das Pascha nach der Renovierung 2021

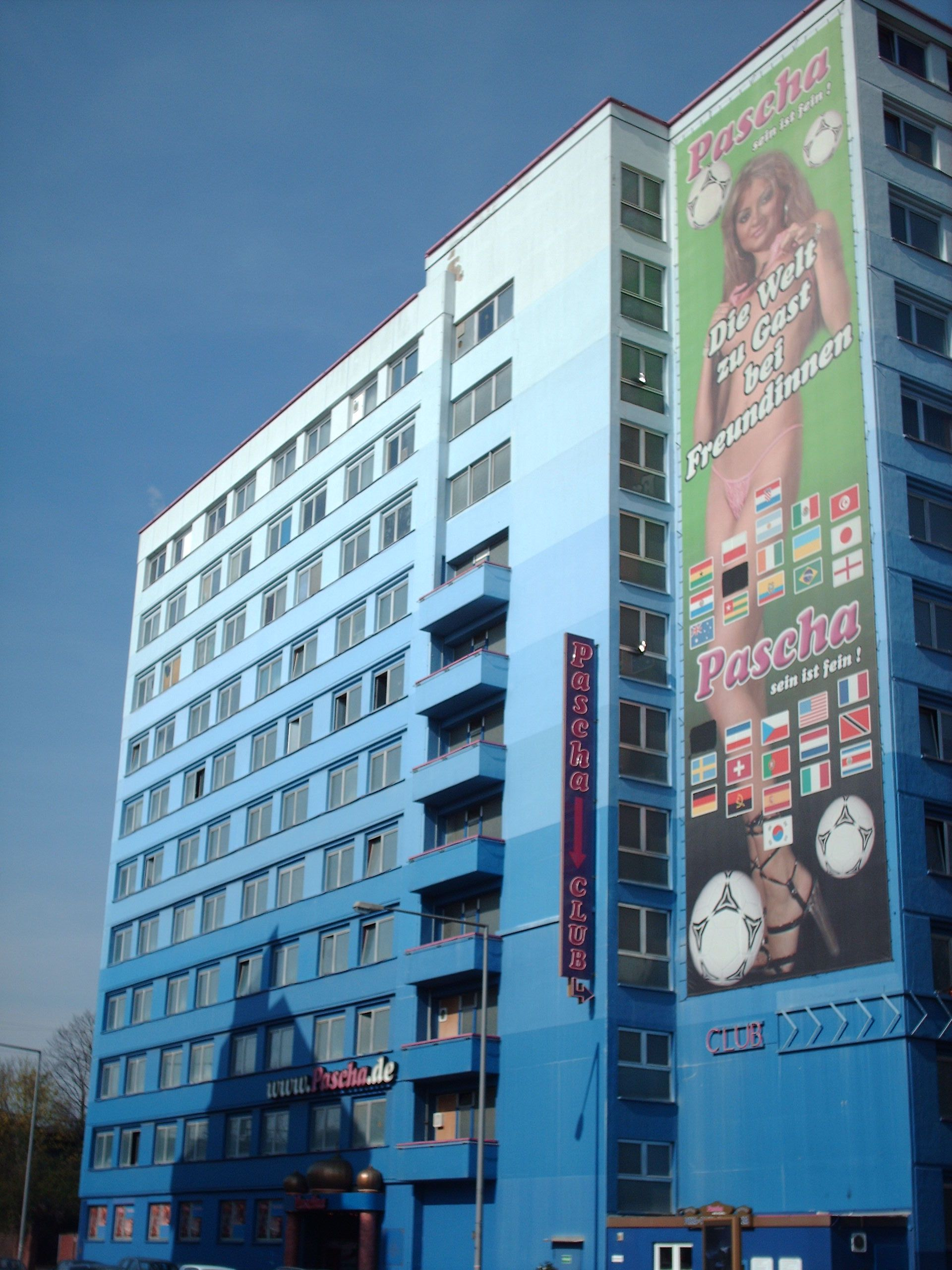
Das Pascha mit dem Plakat für die Fußball-Weltmeisterschaft 2006; die Flagge des Iran und die Flagge Saudi-Arabiens nach Protesten geschwärzt.

Das Pascha ist ein Bordell in Köln. Es gehört zu den größten Laufhäusern Europas.

## Geschichte
Das erste Hochhausbordell Europas wurde am 10. Januar 1972, nach anderen Quellen 1974, als namenloses „Eros-Center“ in der dadurch bekannt gewordenen Hornstraße im Stadtteil Neuehrenfeld eröffnet. Bis zu diesem Zeitpunkt arbeiteten die Kölner Prostituierten überwiegend in der Kleinen Brinkgasse mitten in der Kölner Innenstadt, was zum ständigen Ärger mit Anwohnern und Geschäftsleuten führte.
Der Kölner Stadtrat beschloss deshalb, einen konzessionierten Betreiber auf städtischem Grund ein Hochhaus mit vielen kleinen Separees bauen zu lassen, um die Prostitution dort bündeln und kontrollieren zu können. Die Prostituierten kämpften um ihr Bleiberecht in der Innenstadt und reichten eine Klage gegen die Stadt ein, die das Oberverwaltungsgericht abwies.
Bis zum Ende der 1970er Jahre liefen die Geschäfte gut, dann verließen die Frauen das Haus in großer Zahl und gingen in private Clubs. Erst 1995 nach einer Zwangsversteigerung und der Umbenennung in „Pascha“ stieg die Kundenzahl wieder an.
Das zehnstöckige Haus hatte 126 Appartements, ein eigenes Restaurant, Schönheitscenter, Boutique, Waschsalon, Sonnenstudio und Bistros und gab eine eigene Zeitung heraus. Im Pascha arbeiteten Prostituierte aus vielen Nationen, und das Haus warb damit, bei Unzufriedenheit eine Geld-zurück-Garantie zu bieten. Insgesamt arbeiteten 2013 im Pascha 150 Frauen und 90 festangestellte Mitarbeiter. Die 7. Etage war ausschließlich transgeschlechtlichen Prostituierten vorbehalten.
Im Untergeschoss, über einen separaten Eingang zu erreichen, wurde mit dem „Nightclub Pascha“ ein Saal für Tanz-, Striptease- und Tabledanceshows eingerichtet. Dort fanden gelegentlich auch Konzerte und andere kulturelle Veranstaltungen statt. 2007 sollte das schwul-lesbische Sommerblut-Festival im Pascha eröffnet werden. Nach Protesten wurde die Eröffnungsveranstaltung verlegt. Die Betreiber des Pascha unterhielten gleichzeitig weitere Bordelle gleichen Namens in Linz, München, Salzburg und Graz.
Im September 2020 meldeten die Betreiber Insolvenz an, nachdem das Pascha wegen der COVID-19-Pandemie fünf Monate lang nicht öffnen durfte und die Rücklagen aufgebraucht waren. Im Oktober 2020 durfte es unter Voraussetzung der Einhaltung von vorgegebenen Maßnahmen wieder öffnen; der Nachtclub blieb geschlossen. Die endgültige Schließung und die Eröffnung des Insolvenzverfahrens aufgrund des 2. Lockdowns wurden im Januar 2021 gemeldet. Gekündigt wurde rund 60 Angestellten, die im Barbetrieb, der Gastronomie, Verwaltung, Sicherheit oder Reinigung arbeiteten.
Danach erwarb die Geschäftsfrau Jing Hu aus der Volksrepublik China über zwei deutsche Anwälte, die mutmaßlich meist wohlhabende Chinesen nach Deutschland schleusten, die Immobilie und die Markenrechte für 11 Mio. Euro. Ins Grundbuch eingetragen wurde eine deutsche GmbH der Chinesin. Nach einer Renovierung wurde das Bordell am 14. November 2021 unter dem Betreiber André Wienstroth wiedereröffnet. Die Staatsanwaltschaft Düsseldorf  beschlagnahmte im August 2024 Gebäude und Grundstück als vorläufige Sicherungsmaßnahme im Rahmen der Ermittlungen im Fall der Luxus-Schleuser-Affäre. Diese soll mit den Einnahmen aus ihren Aktivitäten Kauf und Sanierung bezahlt und die Chinesin als Strohfrau fungiert haben. Für den Betrieb des Pascha änderte sich dadurch nichts.

## Schlagzeilen
2003 wurde eine 28-jährige thailändische Prostituierte in einem Zimmer im Pascha erstochen. Der 18-jährige Täter hatte sich als Freier ausgegeben, um die Frau auszurauben.
Bei einer Razzia im April 2005 wurden im Pascha eine Schusswaffe, Munition und 5 g Kokain sichergestellt. Von 23 vorläufig festgenommenen Personen wurden sechs anschließend wegen vermuteten Verstoßes gegen das Zuwanderungsgesetz dem Haftrichter vorgeführt; unter den Festgenommenen befanden sich auch vier Mädchen, die angaben, zwischen 14 und 15 Jahre alt zu sein. Ob die Mädchen tatsächlich minderjährig waren, ist unklar. Anhaltspunkte für Zwangsprostitution fanden sich nicht.
An der Außenseite des Gebäudes befand sich anlässlich der Fußball-Weltmeisterschaft 2006 ein großes Plakat, auf dem die Flaggen der 32 teilnehmenden Länder abgebildet waren. Weil dadurch auch die islamischen Glaubensbekenntnisse, die sich als Aufschrift auf den Flaggen von Saudi-Arabien und dem Iran befinden, zu sehen waren, erschienen aufgebrachte Muslime bei den Bordellbetreibern, die protestierten, dass dies eine Beleidigung Mohammeds darstelle. Die Flaggen der beiden Länder wurden geschwärzt.
2006 wurde eine 23-jährige Prostituierte im Pascha von einem Freier mit einem Messer attackiert und lebensgefährlich verletzt. Der 20-jährige Täter erklärte, er sei zu der Tat durch Frust über die für den folgenden Tag geplante Abschiebung motiviert gewesen.
2010 wurden drei Türsteher des Paschas wegen gefährlicher Körperverletzung  zu je 18 Monaten Bewährungsstrafe und insgesamt 6.000 Euro Schmerzensgeld verurteilt. Zwei weitere Türsteher wurden freigesprochen. Laut Anklage hatten die Männer einen 32-jährigen Albaner im Dezember 2008 in einer Pizzeria neben dem Pascha verprügelt.
2015 wurde eine weitere Prostituierte im Pascha Opfer eines Mordversuchs durch einen Mann, der sie ausrauben wollte. Der 42-jährige Täter würgte die 33-jährige Frau minutenlang, was sie nur knapp überlebte, weil es ihr gelang, einen Panikknopf zu drücken.
Im September 2017 führten am Tag nach der Verurteilung des Pascha-Gründers Hermann Müller wegen Steuerhinterziehung zu einer Haftstrafe von drei Jahren und neun Monaten 250 Polizeibeamte im Bordell eine Razzia wegen „schwerwiegender Delikte“ durch.